# Calophyllum robustum
Calophyllum robustum är en tvåhjärtbladig växtart som beskrevs av P.F Stevens. Calophyllum robustum ingår i släktet Calophyllum och familjen Calophyllaceae. Inga underarter finns listade i Catalogue of Life.